# Droogscheren

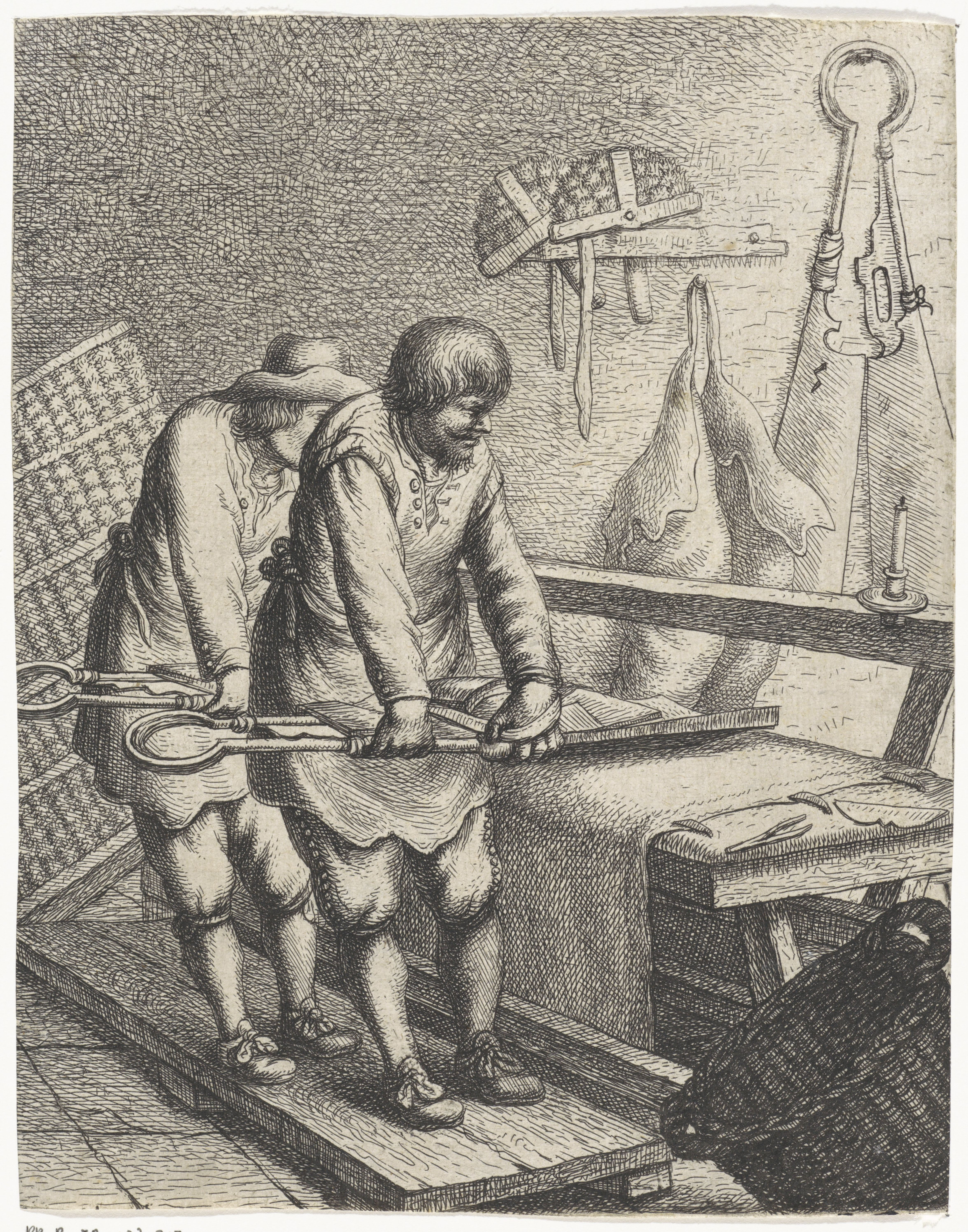
Doekscheerders

Droogscheren is een proces dat plaatsvindt bij de lakenbereiding. Hierbij worden, na het vollen, de uitstekende pluisjes met een grote schaar afgeknipt, waardoor het weefsel een glad oppervlak verkreeg. Eerst werd daartoe het weefsel gekaard, ofwel opgeruwd met de stekels van een kaardebol.
De beste kwaliteit laken was aan beide zijden aldus bewerkt. Dit werd scharlaken genoemd.
De persoon die deze werkzaamheden verrichtte werd een droogscheerder of doekscheerder genoemd.
Droogscheerders waren eertijds verenigd in gilden. De beroepsgroep was soms talrijk en het gilde was machtig.

## Jan Luyken
Uiteraard werd aan de droogscheerder ook aandacht besteed in de destijds populaire beroepenspiegels, zoals Jan Luykens "Spiegel van het Menselyk Bedryf":
Hij 's wijs die 't kleet bereit

dat eeuwig niet verslyt

De mens, die tyd en vlyt besteed

Maakt van het beesten haar zyn kleed:

Soo kan hy 't al, voor 't vlees bereiden;

Was 't dan niet al te slecht gedaan

Dat d'ar'me Ziel, in 't overgaan,

Gans naakt en bloot, van hier moet scheiden.